# 心經簡林

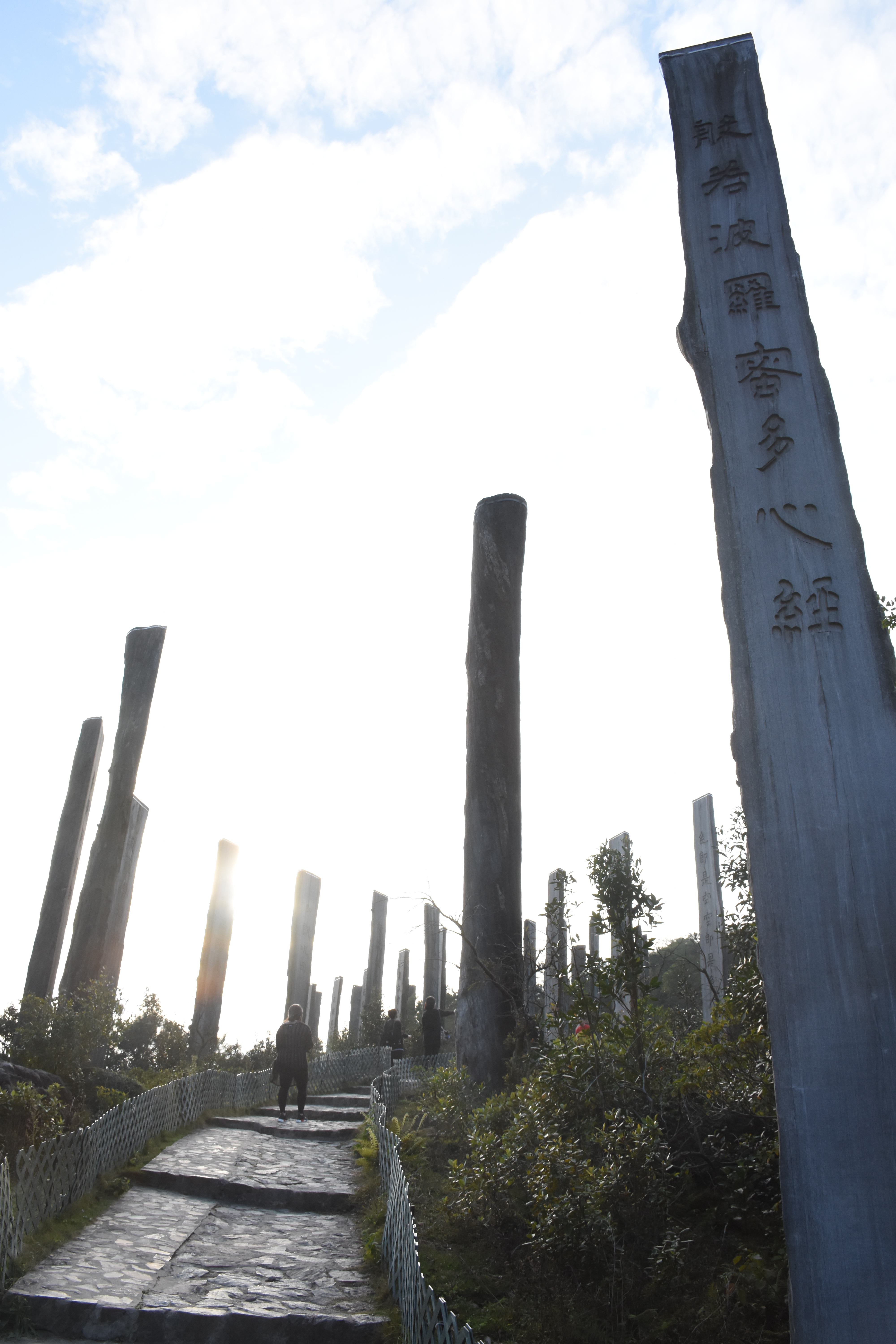
心經簡林

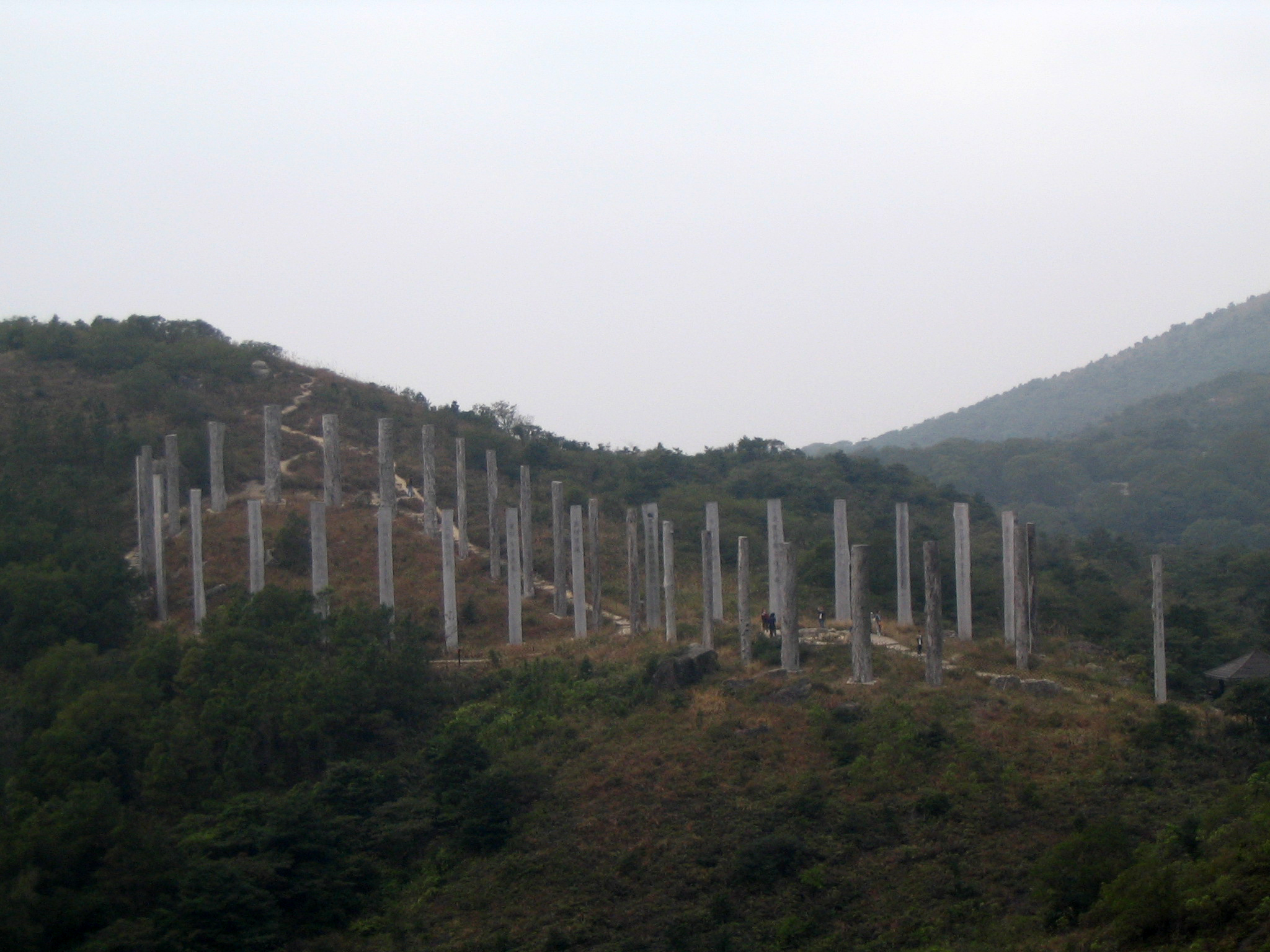
以「∞」形佈局的心經簡林

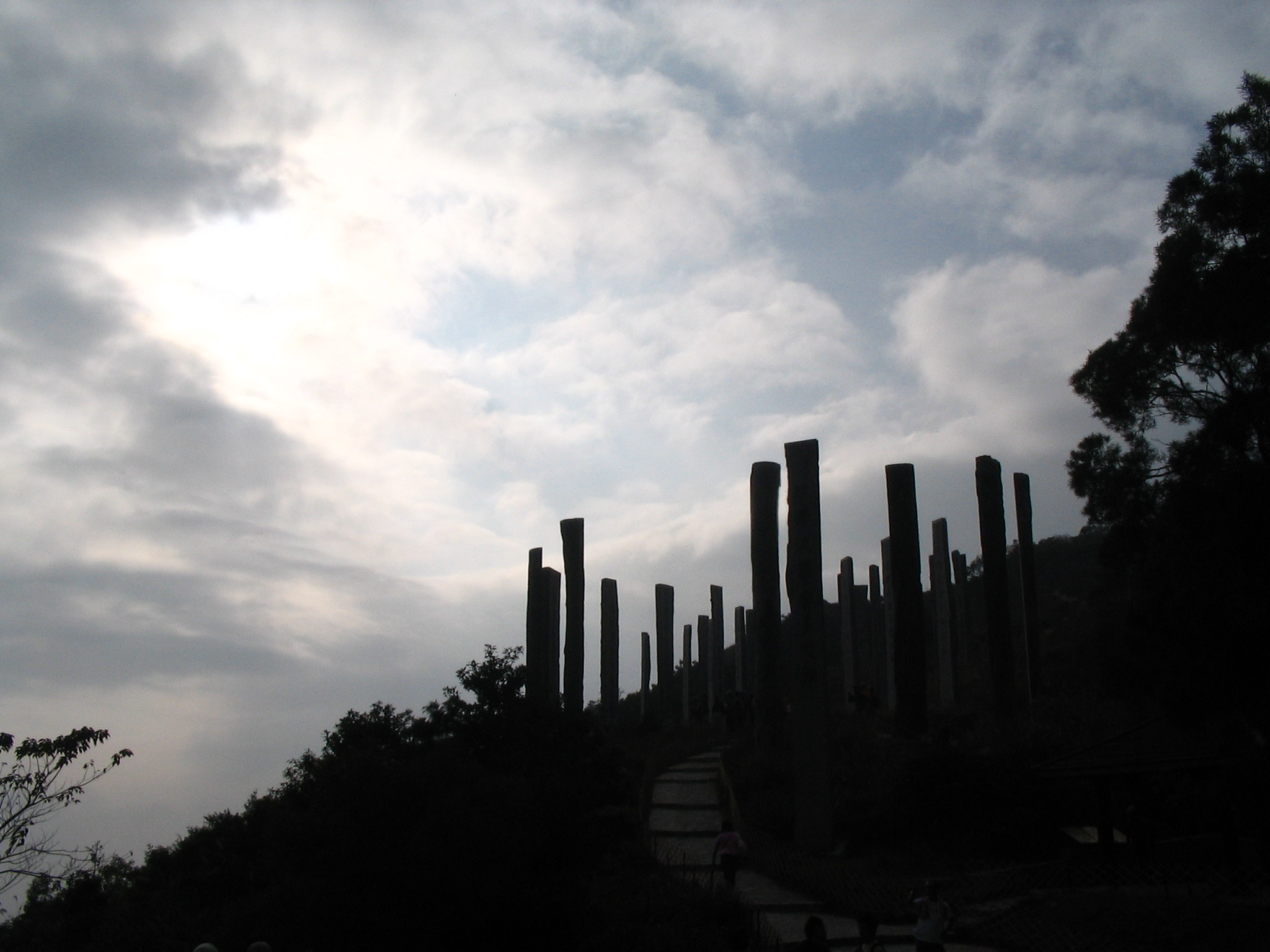
心經簡林剪影

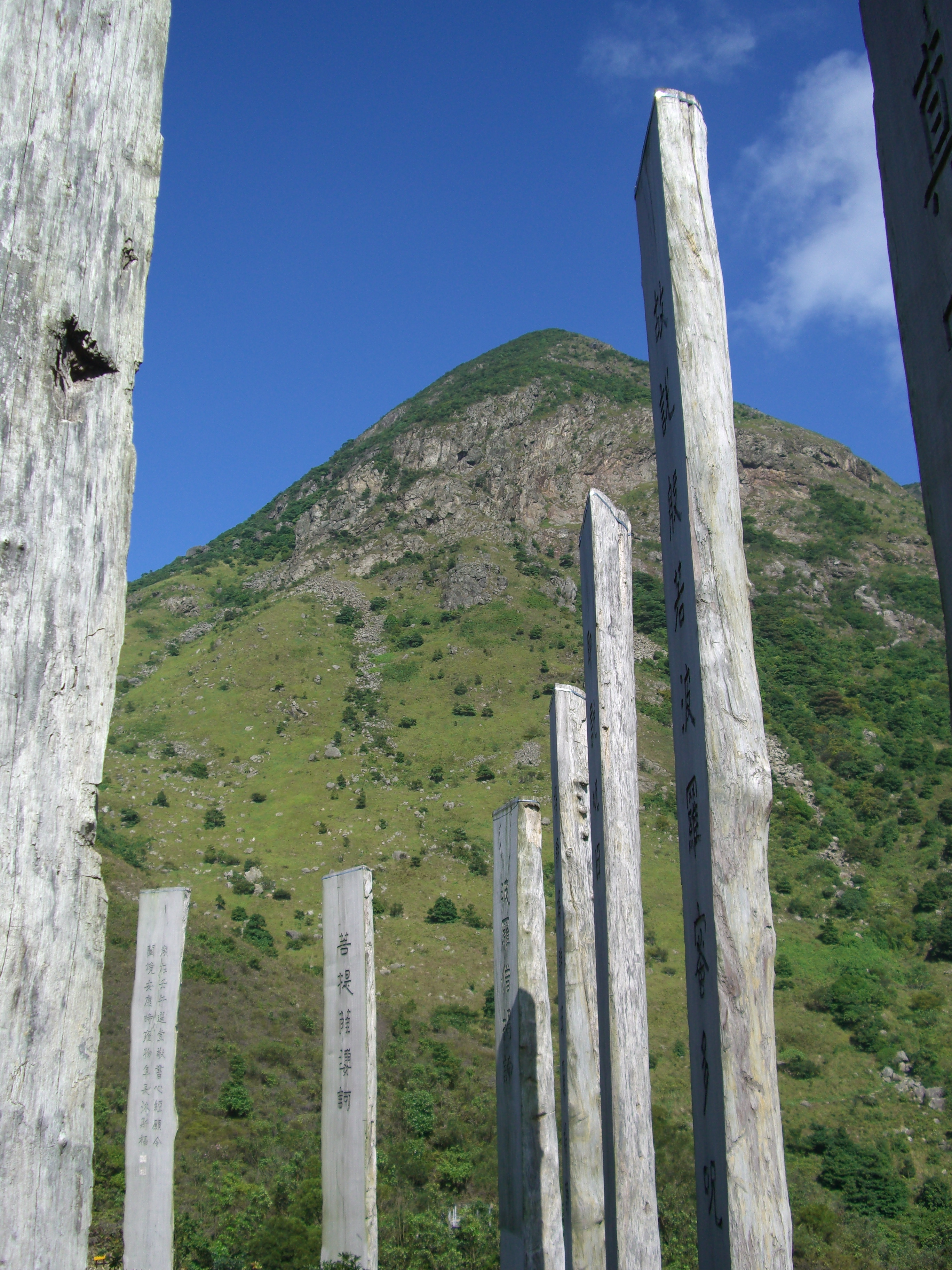
鳳凰山下的心經簡林

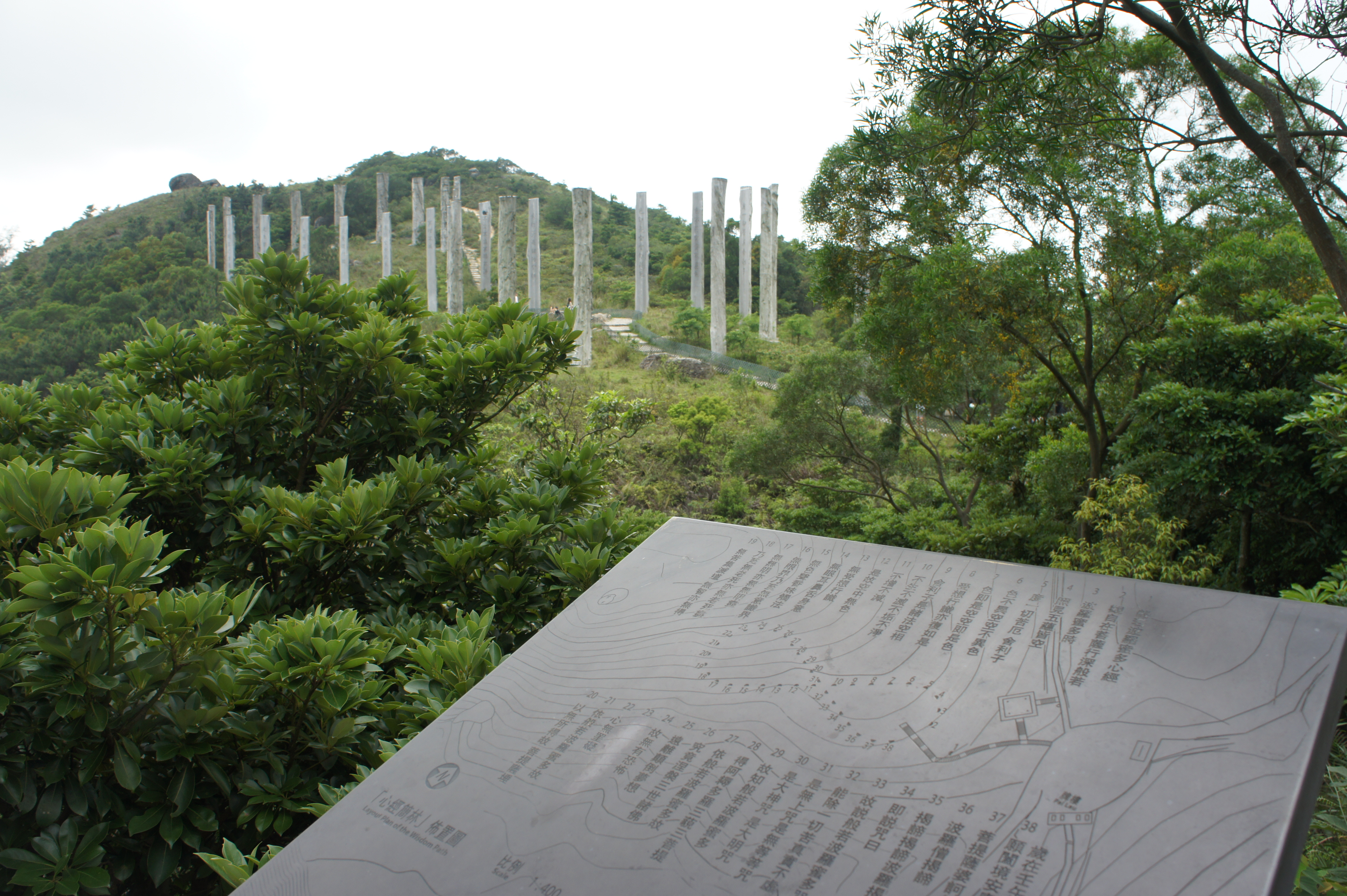
從心經簡林觀景台遠眺心經簡林

心經簡林（英語：Wisdom Path）是全球最大戶外的木刻佛經群，位於香港大嶼山木魚山東麓，鄰近昂坪，背山面海，環境幽靜。竹林由38條花梨木柱組成，當中37條刻有《摩訶般若波羅蜜多心經》。

## 歷史
2002年，饒宗頤教授眼見香港社會受到香港經濟低迷的困擾，於是決定贈送其手筆的心經墨寶予香港人，藉以鼓勵。後來，香港政府決定將其墨寶轉化為戶外大型展覽，讓全香港市民都可以欣賞到，於是決定建造心經簡林。
心經簡林於2003年籌辦準備，於2004年9月動工，於2005年5月竣工，並且同月20日由時任署理行政長官曾蔭權主持開幕。工程歷時3年，耗資950萬港元。
心經簡林的原意發展為大嶼山天壇大佛的鄰近旅遊景點之一，因此整個項目由旅遊事務署統領籌備，香港旅遊發展局亦有參與；工程部分由建築署展開，香港大學藝術館則受托負責編排《心經》的事務。籌辦準備初期，由負責的有關部門與饒宗頤教授、香港大學及香港旅遊發展局所成立的督導委員會曾經建議將墨寶轉化作石雕放置於戶外，但是石質容易受到風化，而且考慮到中國早期文字均以竹簡雕刻，把墨寶雕刻於木樁上，可以達至竹簡的效果，而且木刻更能夠彰顯饒宗頤教授在運筆用墨的個中的神髓，並且反映中國文化及歷史的源遠流長，所以最終決定以木雕製成。由於整篇書法分別摹刻於多條木柱上，近似古時書於竹簡，因此名為心經簡林。

## 建築困難
心經簡林興建時與昂坪360遇到相同的問題，由於該處沒有正式的行車道路，建材難以運送，而且用作木雕的木材重達4-6噸，因此須要經過特別設計的重型運輸車輛運載，至於安裝木柱的吊機，則先被拆散為組件，至運載到目的地後才組合使用。其次是大嶼山一帶為香港重要的生態保育地區，更是盧氏小樹蛙的棲息地，為了避免影響到小樹蛙的繁殖，建築署特別選規定於10月-4月期間施工，因為這段時間並非小樹蛙的繁殖期。另外，簡林範圍的凸巖和四周的樹木亦有儘量保留，以儘量保存原有的生態環境。

## 特色
木柱採用花梨木，雕刻有國學家饒宗頤教授的墨跡。木柱高8至10米，每根木樁的高度和位置，都依照天然山勢排列成無限符號 (∞)，以代表生生不息，座落於∞最高點的木樁（編號為23）並沒有任何刻字，以象徵《心經》「空」的要義。《心經》乃儒、釋、道三教所共尊的寶典，饒宗頤教授指出《心經》最深沉的意蘊就是在於「無罣礙」。

## 雕刻
木柱以「天然去雕飾」雕出《摩訶般若波羅蜜多心經》共260字及經名、落款和兩個印章共24字，總共284字，每根原木少則刻上四個字，長不過十個字。每字約600乘600毫米大，深6分。
所有木雕分別由唐積聖、張醒熊和李國泉雕刻，三人均事雕刻藝術數十年之久，當中唐積聖更有近20年為饒宗頤教授摹刻的經驗。整個項目的技術要求及質素由以李焯芬教授擔任主席的技術評核小組提供指導及監督。

## 木柱問題
負責興建的建築署表示，所有木柱均經過納米技術處理，可以防止霉菌孳生，而且柱頂均有鑲嵌鐵鎐和繫上繩索以防止木柱爆裂，預計可以保存百年。但是在開幕後一年多，被發現木柱上有裂痕、蟲洞及真菌出現。其後建築署對心經簡林進行維護修理，包括採用加強木柱的堅硬度的保護塗料，以延長木柱的壽命，並且在木柱塗上包括硼砂及納米光觸媒等的保護塗層，防止菌類滋生及蟲蟻侵擾。
雖然建築署每月均會進行現場檢查及濕度測試，並檢定保護塗料的防護及防水功能，而每年亦會進行全面的木柱檢測，由2005年至2011年，保養心經簡林的開支總計約為90萬港元。然而，心經簡林38支木柱在2011年再現侵蝕危機，部分裂口更從木柱頂部延伸至底部，長達7米。亦有木柱表皮剝落、柱底因積水而發霉。

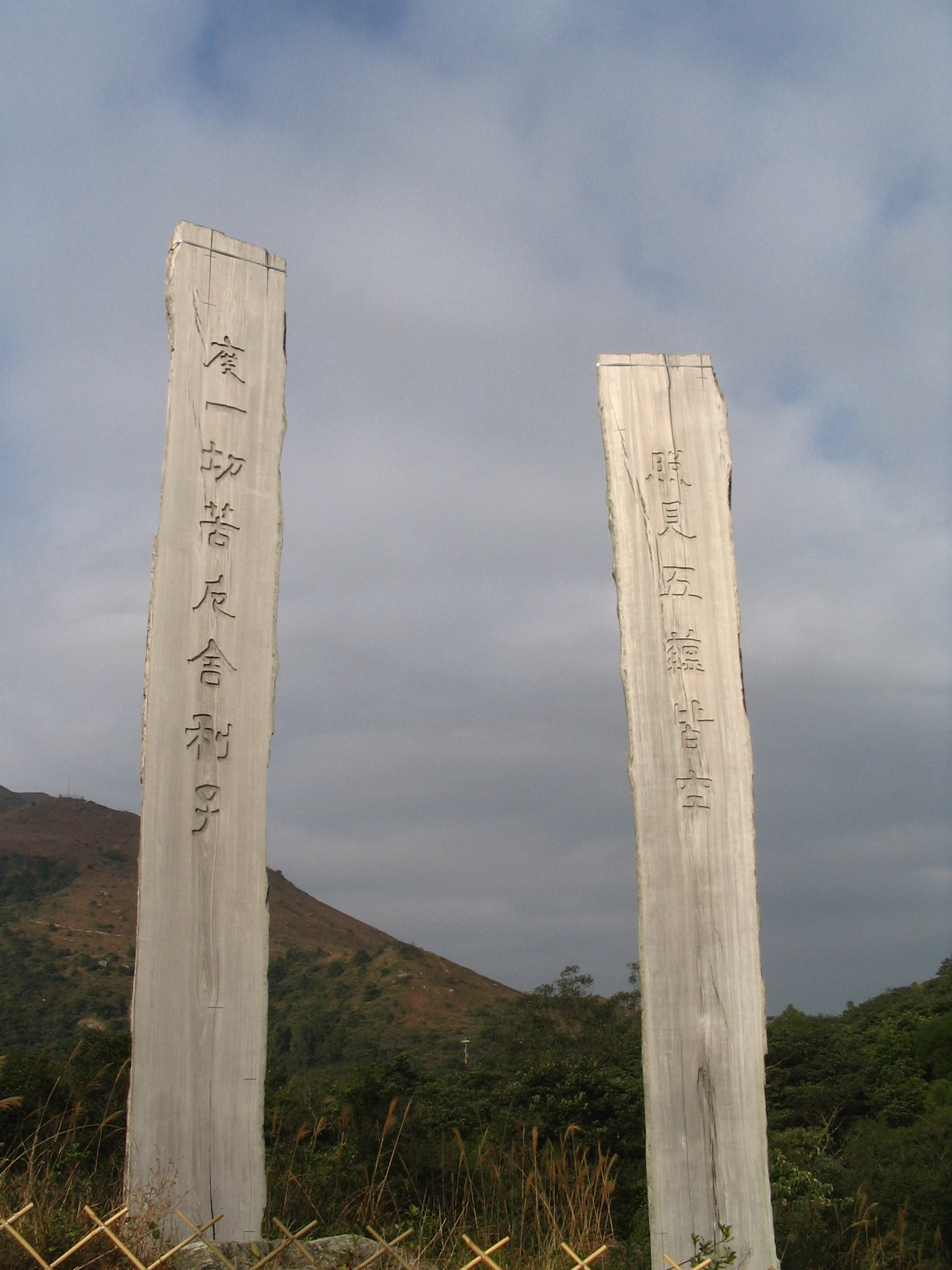
心經簡林的木簡
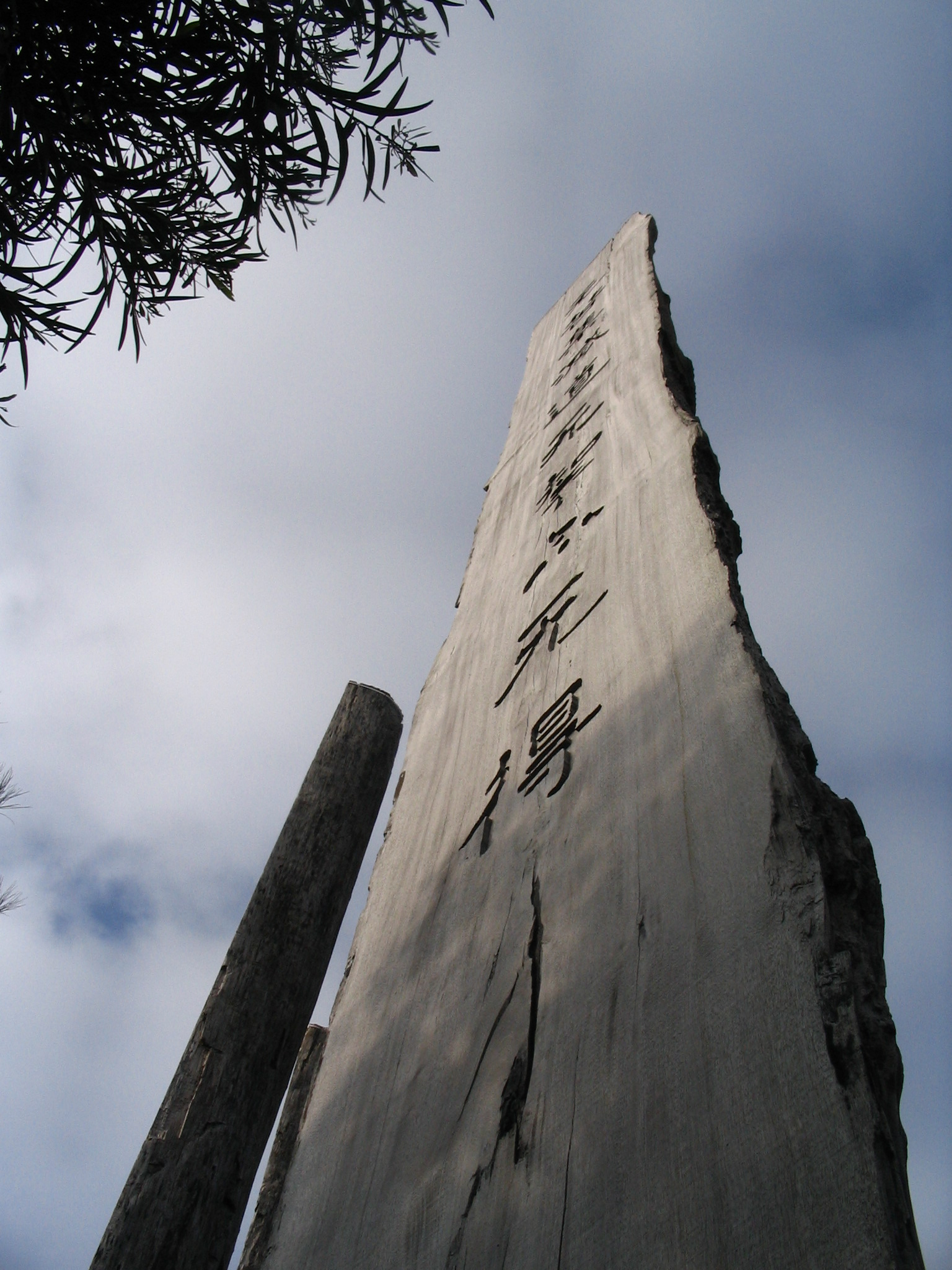
心經簡林的木簡
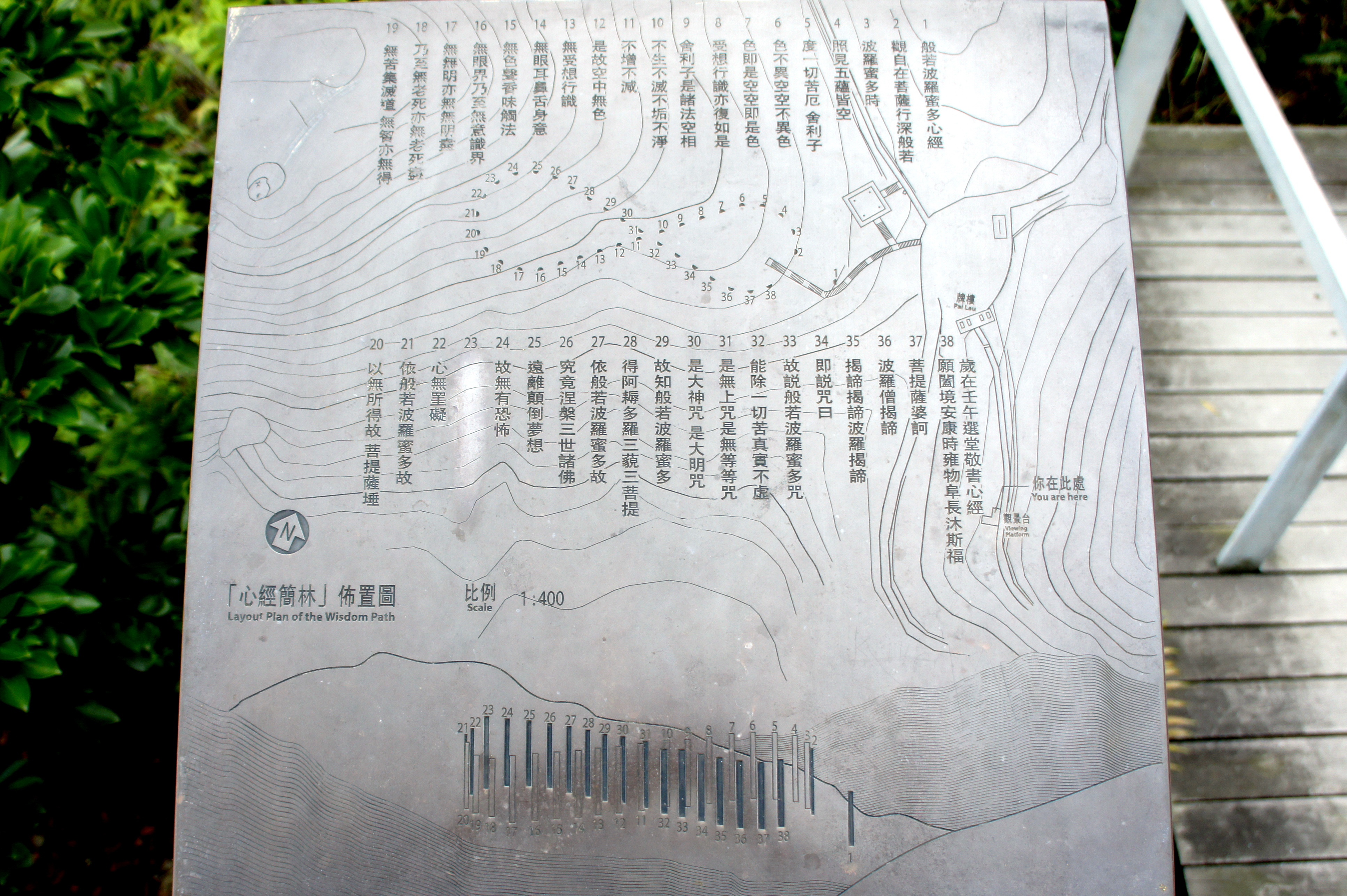
心經簡林佈置圖
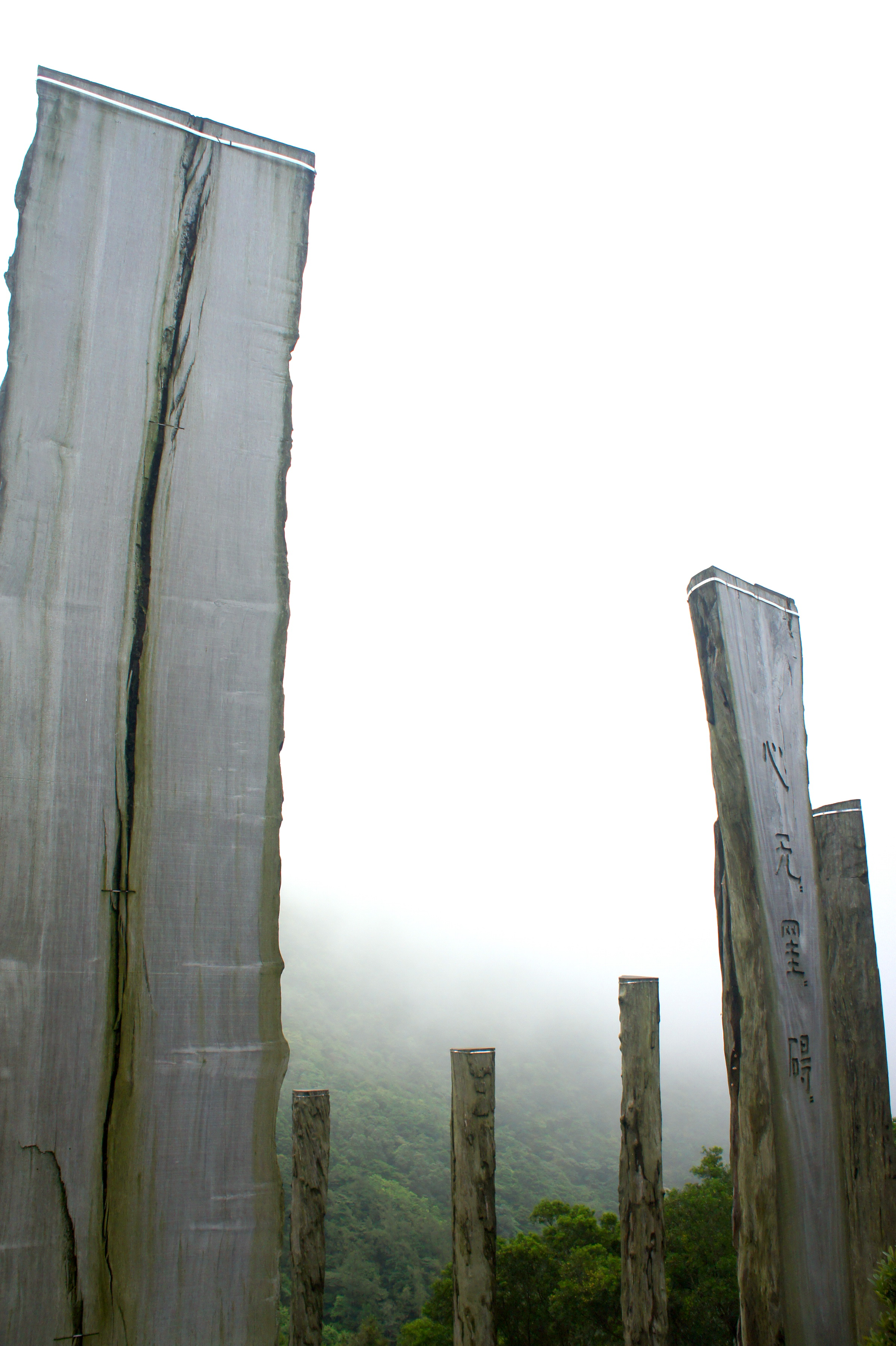
在心經簡林山坡上最高位置的木柱（編號23）（左）之上並沒有刻字，乃是象徵《心經》「空」的要義。

## 傳聞
有傳心經簡林是一風水陣，木柱為木釘，鎮壓守護神靈鳳凰。
有評論指心經簡林為風水陣，學者陳雲在am730的專欄《轉角》〈浴火重生，鳳凰得救〉一文：「瑜伽士祖利安用文殊菩薩占卜法，知悉鳳凰石雕及附近山頭大石無礙，竅門在心經簡林。簡林呈橫臥八字形，取自數學符號無限之意。我文章寫過，佛法是空，不是無限，用此符號是亂來，諂媚大眾。以容易腐朽而且不合環保要求的大樹硬木來雕刻《心經》，卻不取碑石，更是古怪絕倫⋯⋯八字形的扭結之處，其下簡林中有砌石，作飯鏟蛇頭之狀。糾結之處，道路狹隘，磁場混亂，同行者有人感到昏眩及眼痛，說是妖異作祟⋯⋯即使木釘陣以心經簡林掩飾，作法者始終顧忌誹謗佛法，很可能用此無字木簡施術，釘死鳳凰。」浴火重生，鳳凰得救 （页面存档备份，存于）

## 取景
韓國真人秀節目《Running Man》（런닝맨 ）第73集以此作為破解九龍傳說的審判台所在地（即真正之終點）。

## 鄰近景點
- 天壇大佛
- 寶蓮禪寺
- 昂坪市集

## 交通
- 昂坪360昂坪站，沿昂坪路及昂坪奇趣徑共步行20分鐘，經過由前市政局議員貝納祺興建的昂坪茶園即到達
- 新大嶼山巴士前往昂坪的路線